# Asa Akira Is Insatiable

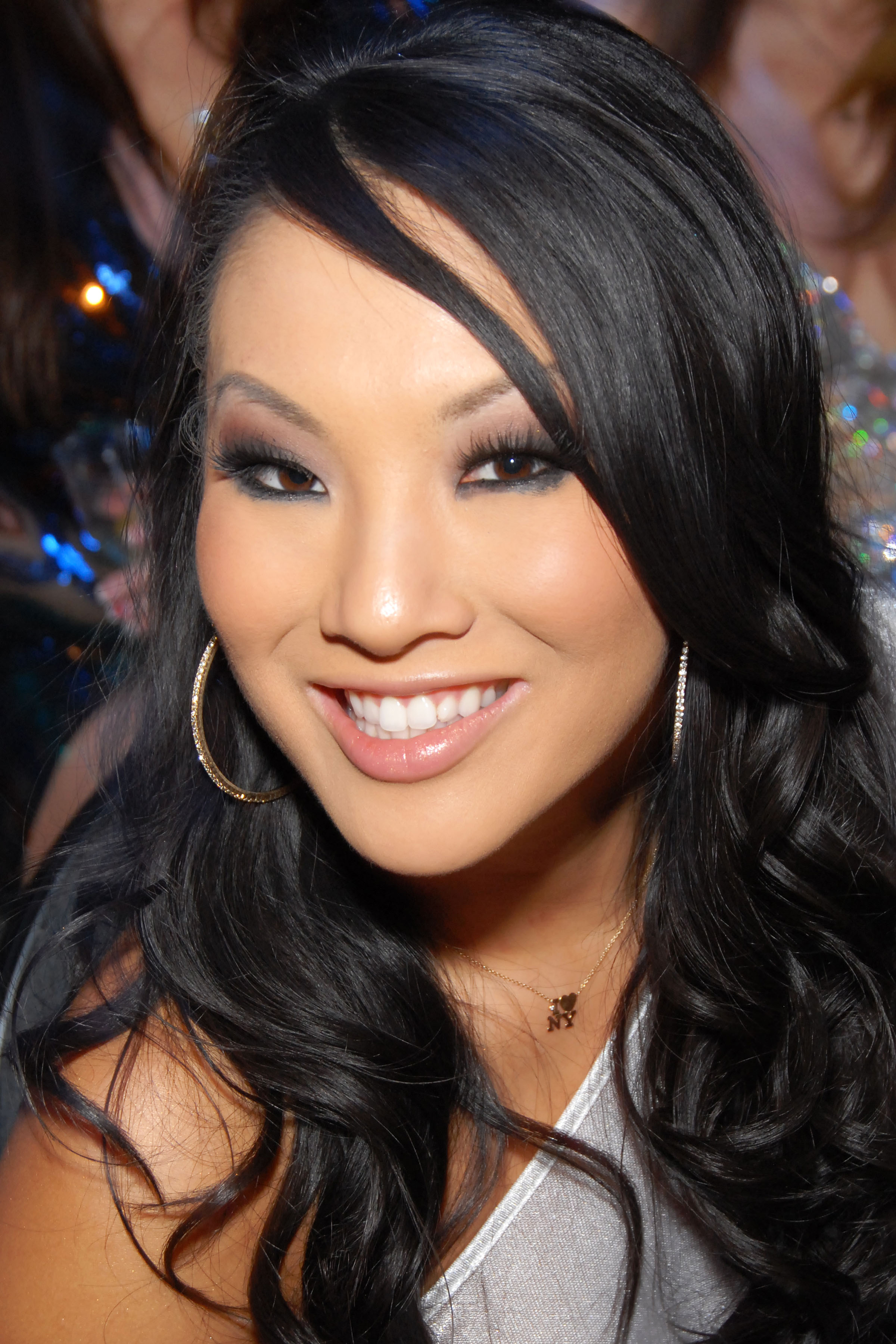
Asa Akira (2012)

Asa Akira is Insatiable (engl.: Asa Akira ist unersättlich) ist ein Pornofilm aus dem Jahr 2010 mit Asa Akira in der Hauptrolle.
Asa Akira hatte in dem Film ihre erste Analsex-Szene mit Manuel Ferrara. Der Film erhielt mehrere AVN Awards. Unter anderem wurde er von Fans zum Favorite Movie gewählt.

## Szenen-Gliederung
- Scene 1: Asa Akira, Arnold Schwartzenpecker, Hooks, Jon Jon, Prodigy X, Rob Banks
- Scene 2: Asa Akira, Manuel Ferrara
- Scene 3: Asa Akira, Jon Jon, Prodigy X
- Scene 4: Asa Akira, London Keys, Manuel Ferrara
- Scene 5: Asa Akira, Erik Everhard, Toni Ribas

## Auszeichnungen und Nominierungen
- 2011: AVN Award für Best Double Penetration Sex Scene (Asa Akira, Toni Ribas und Erik Everhard)[1]
- 2011: AVN Award für Favorite Movie (Fan Award)[1]
- 2011: AVN Award für Best Anal Sex Scene (Asa Akira und Manuel Ferrara)[1]
- 2011: AVN Award für Best Three-Way Sex Scene (G/B/B) (Asa Akira, Prince Yashua und Jon Jon)[1]

## Fortsetzungen
In den folgenden Jahren wurden aufgrund des großen Erfolgs des Films zwei weitere Titel veröffentlicht:
- Asa Akira Is Insatiable 2 (2011), u. a. mit Asa Akira, Katsuni, Lexington Steele und Nacho Vidal. Dieser zweite Film der Reihe wurde erneut mit sechs AVN Awards in unterschiedlichen Kategorien ausgezeichnet.
- Asa Akira Is Insatiable 3 (2012), u. a. mit Asa Akira, Brooklyn Lee und Dana DeArmond. Der dritte Film der Reihe erhielt im Jahr 2013 insgesamt drei AVN Awards.